# Neo Unleashed
Neo Unleashed ist ein deutscher Rapper und Musikproduzent aus Berlin.

## Leben
Neo Unleashed trat das erste Mal im Videobattleturnier 2015 (VBT) auf, bei dem er allerdings erfolglos blieb und im 64stel-Finale austrat. Er trat anschließend beim JuliensBlogBattle (JBB) an, wo er sich im Finale gegen EnteTainment geschlagen gab. Neo Unleashed trägt in seinen Videos eine Maske der Star-Wars-Figur General Grievous. Er trat anschließend beim Fick-dein-Rap-Contest an, sein Video wurde jedoch gelöscht und er disqualifiziert, weil er sich nicht an die Regeln gehalten hatte.
2016 wurde die Extended Play HWNK („Hurensohn, wer nicht kauft“) veröffentlicht. Gleichzeitig lud er das erste Video zu Bizzy Bizzy auf YouTube hoch. Die EP erreichte Platz 37 der deutschen Albumcharts.
Am 9. Oktober 2016 lud Neo Unleashed das Musikvideo zur Single Eskalation mit Punch Arogunz auf seinem YouTube-Kanal hoch.
Am 6. November 2016 lud er das Video zu seiner Single Kassensturz hoch. Knapp vier Monate darauf, am 20. Januar 2017, folgte ein Video zur Single Alarmier deine Gang.  Am 11. August 2017 meldete er sich mit einem Musikvideo zu den Singles Einmal um die Welt und Beamer oder Benz zurück. Seine letzten vier Musikvideos wurden von Proudcore produziert, wobei er seine Beats entweder selbst produzierte oder sich von Vendetta Beats oder zRy aushelfen ließ. Am 24. November 2017 erschien seine Single Aktiv, welche er ebenfalls selbst produzierte.
Am 27. Juli 2018 veröffentlichte er auf YouTube den Track Schussbahn, in welchem er die Veröffentlichung seines neuen Albums Prestige für den 26. Oktober 2018 bekannt gab.
Am 12. Oktober 2018 veröffentlichte Neo auf YouTube den Track Prestige aus seinem gleichnamigen Album Prestige, dessen Release er auf den 16. November 2018 verschieben musste.
Neben dem Rappen ist Neo Unleashed auch als Beatproduzent aktiv, häufig für seine eigene Musik, gelegentlich aber auch für andere Rapper wie beispielsweise Finch, Seyed, Der Asiate, Cashisclay und Twizzy.
Am 7. Januar 2022 veröffentlichte er seinen Track "Still Alive". Auf YouTube wurde der Single ein Prolog vorgeschaltet.

## Diskografie
Alben
- 2018: Prestige

EPs
- 2016: HWNK (EP, Ultimate Berlin/Distributionz)
- 2018: Inkognito EP
- 2019: Prototyp EP

Singles
- 2015: Focus
- 2016: Eskalation (feat. Punch Arogunz)
- 2016: Kassensturz
- 2017: Alarmier deine Gang
- 2017: Einmal um die Welt/Beamer oder Benz (prod. by Neo Unleashed & zRy)
- 2017: Aktiv (prod. by Neo Unleashed)
- 2019: Hunderttausend
- 2022: Prolog/Still Alive
- 2022: WAV3 (feat. Jay Jiggy)
- 2022: 2LVL UP
- 2022: Buzz (feat. Seyed)
- 2023: Secret Sauce
- 2023: Bud Spencr
- 2023: Mammut RMX 2.0 (feat. Scenzah, Der Asiate, EnteTainment, Gio, 4tune)
- 2023: Couch
- 2023: Künstliche Intelligenz 2
- 2024: Keep rollin’
- 2024: Gaspedal (feat. 2hermanoz)
- 2024: Spaceman